# Hemigymnus
Hemigymnus là một chi cá biển thuộc họ Cá bàng chài. Các loài trong chi này có phạm vi phân bố rộng khắp Ấn Độ Dương - Thái Bình Dương (riêng H. sexfasciatus chỉ có phạm vi giới hạn ở Biển Đỏ và vịnh Aden).

## Từ nguyên
Từ định danh của chi được ghép bởi 2 từ trong tiếng Latinh: hemi ("một phần") và gymnos: ("trống không"), hàm ý đề cập đến một vùng có vảy rất nhỏ ở bên má của H. fasciatus và H. melapterus.

## Phân loại
Trước đây, H. sexfasciatus được xem là danh pháp đồng nghĩa với H. fasciatus, nhưng sau đó đã được công nhận là một loài riêng biệt, dựa vào sự khác biệt kiểu hoa văn trên cơ thể của cá đực, và vây bụng dài hơn ở H. sexfasciatus so với H. fasciatus.

## Các loài
Có 3 loài được công nhận là hợp lệ trong chi này, bao gồm:
- Hemigymnus fasciatus (Bloch, 1792)
- Hemigymnus melapterus (Bloch, 1791)
- Hemigymnus sexfasciatus (Rüppell, 1835)

## Hình thái và hành vi
Môi lớn và mọng thịt là đặc điểm chung của các loài Hemigymnus, nên tên thông thường của chúng được gọi chung là bàng chài môi dày. Vây đuôi bo tròn ở cá con, cụt (ít nhất là hơi tròn) ở cá trưởng thành.
Cá trưởng thành thường bơi đơn độc những rạn san hô trên nền đáy cát và đá vụn. Cá con lại rất nhát và di chuyển khá nhanh giữa các rạn san hô, đôi khi bơi lơ lửng gần các loài cầu gai Diadema.
Cá trưởng thành có cách rất đặc biệt. Chúng lấy một lượng cát và sỏi vừa miệng từ nền đáy, sau đó bơi lên trên để cát chảy ra từ các khe mang. Sau một lúc lựa lấy những con mồi trong họng, chúng phun mạnh các mảnh vụn vô cơ ra khỏi miệng. Thức ăn chủ yếu của chúng là các loài động vật giáp xác và động vật thân mềm.

### Trích dẫn
- John E. Randall (2013). “Review of the Indo-Pacifc labrid fsh genus Hemigymnus” (PDF). Journal of the Ocean Science Foundation. 6: 2–18.